# Mike Wilson (Rennfahrer)
Mike Wilson (* 1959) ist ein ehemaliger britisch-italienischer Rennfahrer und Kart-Konstrukteur, der mit sechs Titeln Rekordmeister in der Kart-Weltmeisterschaft wurde. Er gilt als erfolgreichster Kart-Rennfahrer.

## Karriere
Wilson begann seine Karriere mit 12 Jahren in verschiedenen Kart-Juniorserien in Großbritannien. Später siedelte er nach Italien über und nahm die italienische Staatsbürgerschaft an, weil sich dort im Gegensatz zu Großbritannien, wo der Kartsport ein Nischendasein fristete, deutlich mehr Möglichkeiten für seine weitere Karriere boten. Er erregte unter anderem die Aufmerksamkeit von Bruno Grana – Manager des einflussreichen IAME-Werks –, der ihm einen Platz in der Kart-Weltmeisterschaft vermittelte.
1978 nahm er zum ersten Mal an der Kart-Weltmeisterschaft teil und bewies trotz wenig internationaler Erfahrung große Reife und fuhr oft um die Spitze mit, hatte jedoch im entscheidenden Rennen keine Chance. Ein Jahr später qualifizierte er sich für die Pole Position, hatte aber früh einen Dreher und musste sich dem Niederländer Peter Koene geschlagen geben. 1980 musste er beim Endlauf in Nivelles-Baulers wegen hohen Fiebers aussetzen. Meister wurde Peter de Bruijn. In diesen Jahren traf er in der Kart-WM unter anderem auf den späteren Formel-1-Weltmeister Ayrton Senna. Im Gegensatz zu Senna, der ab 1983 in der britischen Formel 3 und anschließend 1984 bereits in der Formel 1 antrat, blieb Wilson zeitlebens allein dem Kartsport verbunden.
Ab 1981 fuhr Wilson in der neuen Formel-K-Klasse mit 135-cm³-Motoren und konnte durch Werksunterstützung von Birel und IAME sein Talent voll entfalten. Er gewann überlegen die Kart-Weltmeisterschaften 1981, 1982 und 1983 und verfehlte 1984 durch einen Motorschaden zwei Runden vor Schluss in Führung liegend zugunsten des Dänen Jörn Haase den vierten Erfolg nur knapp. Für 1985 wechselte er zu den Chassis von Kali-Kart und gewann seinen vierten Titel. 1986 und 1987 musste er sich dem Brasilianer Augusto Ribas bzw. dem Italiener Giampiero Simoni geschlagen geben. 1988 und 1989 kehrte er auf CRG an die Spitze zurück und fuhr seinen fünften bzw. sechsten Weltmeistertitel ein.
Im Anschluss an seinen WM-Titelgewinn 1990 trat Wilson vom aktiven Rennsport zurück. Weitere Erfolge über seine Karriere waren neben einigen Einzelveranstaltungen der dreimalige Gewinn der Kart-Europameisterschaft (1982, 1983 und 1984) sowie fünf Kart-Asienmeisterschaften.

## Weitere Tätigkeiten
Nach dem Ende seiner Karriere konstruierte Wilson in den 1990er-Jahren eigene Kart-Chassis und trat als Markenbotschafter für IAME auf. Nebenbei förderte er die Kart-Karrieren mehrerer Nachwuchsrennfahrer erfolgreich – darunter auch des späteren Formel-1-Weltmeisters Fernando Alonso – über mehrere Jahre, was in Alonsos Gewinn der Kart-Juniorweltmeisterschaft 1996 gipfelte. 2009 kehrte er als Berater in den Kartsport zurück und arbeitete dort unter anderem erfolgreich mit dem Formel-1-Fahrer Lance Stroll zusammen.